# Токабай
Токабай (каз. Тоқабай) — село в Аральском районе Кызылординской области Казахстана. Административный центр Жинишкекумского сельского округа. Находится примерно в 48 км к востоку от районного центра, города Аральска. Код КАТО — 433241100.

## Население
В 1999 году население села составляло 945 человек (486 мужчин и 459 женщин). По данным переписи 2009 года, в селе проживало 868 человек (458 мужчин и 410 женщин).